# 張從容
張從容（16世紀—17世紀），山東濟南府霑化縣人，明朝政治人物。

## 生平
張從容是萬曆四十六年（1618年）的舉人，四十七年（1619年）聯捷進士，吏部觀政，本年六月授山西大同知縣，天啓元年（1621年）本省同考，二年考察，本年補授蒙城知縣，在當地刊行《備陳十八議》，又創立尊經閣、奎星樓，天啓四年秩滿陞南戶部主事，縣民為他立碑，死後葬在城西白家莊。

## 家族
曾祖张臣。祖父张宗尧。父张志德。

## 引用
1. 1 2  民國《霑化縣志·卷四·登進志》：進士……明……張從容，萬曆己未科，戶部主事。……舉人 明……張從容，萬曆戊午科，見進士
2. ↑  《萬曆四十七年己未科進士履歷》：張從容，囗居，易六房，丁酉三月初五日生。霑化县人，戊午二十，会三百三十四名，三甲四十七。吏部政，本年六月授山西大同知縣，辛酉本省同考，壬戌考察，本年補蒙城知縣，甲子升南户部主事。
3. ↑  民國《重修蒙城縣志·卷七·秩官志》：張從容 山東霑化進士，天啟四年任，有備陳十八議刊行，又創修尊經閣、奎星樓，後以秩滿轉計部，立有碑記。
4. ↑  民國《霑化縣志·卷一·疆域志》：古墓……主事張從容墓在城西白家莊。